# Niederham (Dorfen)
Niederham ist ein Gemeindeteil der Stadt Dorfen im oberbayerischen Landkreis Erding.

## Lage
Der Weiler Niederham beginnt 900 Meter nordwestlich des Stadtzentrums von Dorfen an der Einmündung des Seebachs in die Isen und erstreckt sich auf einer Länge von 800 Metern entlang des Nordufers der Isen.

## Ehemaliges Fluss-Freibad
Bis in die 1960er Jahre gab es in Niederham an der Einmündung des Mühl- bzw. Seebachs in die durch ein Wehr aufgestaute Isen.

## Bevölkerungsentwicklung
Um 1871 gab es in Niederham 6 Einwohner. Im Mai 1987 lebten dort 38 Einwohner in acht Wohngebäuden, von denen eines in zwei Wohnungen aufgeteilt war.
| Jahr      | 1871 | 1925 | 1950 | 1970 | 1987 |
| Einwohner | 6    | 6    | 9    | 34   | 38   |